# Fracàs escolar
El fracàs escolar és la no-consecució del títol oficial en acabar l'ensenyament obligatori en un país determinat, o tenir molts suspensos que aboquin a aquest resultat de manera previsible. Suposa una manca de qualitat en l'educació i augmenta la mà d'obra no qualificada, així com els problemes d'integració social. Alguns el relacionen amb el fenomen ni-ni.

## Definició
El fracàs escolar és la no-consecució del títol oficial en acabar l'ensenyament obligatori en un país determinat, o tenir molts suspensos que aboquin a aquest resultat de manera previsible.
Entenem aquest terme com les dificultats que tenen els infants per arribar als objectius marcats pel seu sistema educatiu. Aquestes dificultats poden ser molt diferents com per exemple la falta de capacitat d'adaptació del sistema. Tenint en compte que aquest concepte no recau únicament en l'alumnat sinó que també reflecteix algunes mancances del sistema educatiu.
Alguns el relacionen amb el fenomen ni-ni. No s'ha de confondre amb l'abandonament escolar prematur, indicador que també inclou a qui acaba l'educació obligatòria amb aprofitament, però no segueix estudiant. En el cas espanyol, l'abandonament escolar inclou als qui fracassen en l'Educació Secundària Obligatòria i a més, als qui aconsegueixen el títol i no estudien FP (formació professional) Batxillerat qualsevol altre tipus d'ensenyament.
El fracàs escolar es tracta d'un concepte que genera controversias a l'hora de donar una definició concreta, això es dona per la connotació negativa que suposa el terme per alguns estudiosos. Hi ha d'altres estudiosos com la psicóloga clínica Helena Romeo que consideren que el fracàs escolar de l'alumnat no existeix i per tant, aquests únicament són víctimes. Per ella, el que fracasa es algun punt de l'entorn educatiu del menor que no detecta les dificultats de l'infant. També és una expressió que ha estat qüestionada perquè els criteris per determinar-lo no són clars: si es parla de manca d'aprenentatge o de no obtenir la titulació mínima (no tenir el graduat en ESO, en el cas espanyol), s'ha d'explicitar quin és el barem d'avaluació o el nivell d'exigència, que pot variar molt en funció dels centres educatius, la zona del país o els paràmetres subjectius del professorat

## Causes
El perfil de l'alumne que presenta un cert risc de fracàs escolar, sol anar associat a nivells baixos en l'adquisició de coneixements, a un domini insuficient de les competències bàsiques i a una autonomia personal poc desenvolupada.
A la vegada, hi ha altres variables que presenten una correlació important amb el fracàs escolar i el defineixen com un fenomen multicausal. Aquestes són: cognitives, actitudinals, emocionals, relacionals i conductuals; diferències culturals per raó d'origen familiar; trajectòria escolar irregular (repeticions, mobilitat...); estat socioeconòmic i cultural de la família, expectativa amb relació al rendiment escolar dels fills; etc.

## Causes del context
Molts dels factors que desencadenen el fracàs escolar depenen del context social d'origen de l'estudiant.

### Família
L'origen socioeconòmic i cultural de les famílies és una de les causes més relacionades amb el fracàs escolar (Martínez García 2013)., ja que la implicació de les famílies i de la seva consegüent influència en l'àmbit educatiu, ha anat i va evolucionant al llarg del temps. Hi ha diferents motius com per exemple la poca implicació en el procés educatiu dels fills, la manca de coneixements per ajudar-los, per imposar-los obligacions laborals o domèstiques o per desvalorar el que s'ensenya a l'escola. I també és l'encarregada de posar límits.
La família és l'entorn on comença el procés educatiu i el seu exemple i conductes marcaran el desenvolupament futur. Per això, és important dedicar temps als fills i buscar espais per educar-los. És fonamental l'existència d'un treball conjunt entre família i centre escolar per tal d'obtenir uns millors resultats.
Fer prevaler la proximitat al domicili com a criteri de matriculació (tant per part de les famílies com de les administracions) crea un "efecte guetitzador", ja que s'acumulen en un mateix centre els alumnes amb més problemàtiques externes.
Una vegada que l'escolarització és obligatòria i s'aconsegueix cert nivell mitjà de benestar familiar, la renda no és tan important per a explicar el fracàs escolar, però sí que ho són les expectatives familiars, la distància entre la cultura escolar i la cultura familiar i els costos de l'educació postobligatòria, entre d'altres.
Segons Boudon (1983) hem de distingir entre efectes primaris, secundaris i sostre/sòl.
Els efectes primaris són les característiques individuals, com la capacitat cognitiva, i familiars, com el nivell cultural, que influeixen en l'èxit escolar, però que són alienes a l'escola. Els efectes secundaris són els costos i beneficis associats a estudiar, tant directes (taxes, material escolar...), com indirectes (transport, alimentació...), com d'oportunitat (ingressos que es deixen de percebre per estudiar). Els costos influeixen més en les famílies d'origen humil, a causa de la seva major aversió al risc i al fet que les seves expectatives són més baixes. L'efecte sòl es refereix al fet que els fills de famílies d'origen popular no descendeixen més de classe social per no estudiar, mentre que l'efecte sostre és la por de les famílies d'origen alt al fet que els seus fills descendeixin de classe social si no estudien.
Per a autors com Bourdieu i Passeron o Bernstein, els efectes primaris, com a distància entre la cultura escolar i la cultura familiar, són més importants que la resta d'efectes.
I segons un informe de la Fundació Bofill, el risc de fracàs escolar es multiplica per 6 en el col·lectiu d'alumnes amb pocs recursos. Altres afirmacions que surten d'aquest informe és que l'estatus social i cultural de les famílies condiciona un 23% més els resultats l'any 2012 del que ho feia l'any 2003, o també que les desigualtats educatives han empitjorat des del 2003 fins al 2012.

### Classe social
La classe social actua com a barrera psicològica, perquè inconscientment alguns alumnes de baix nivell socioeconòmic interioritzen metes acadèmicament menys preuades que els fills de famílies amb més estudis o poder adquisitiu, sense que hi hagi, però, un determinisme social. Aquí també podem veure que el nivell econòmic de cada família pot formar part d'una de les causes del seu fracàs escolar. Aquestes barreres que ells mateixos es posen quan veuen que el seu baix nivell socioeconòmic pot repercutir en la seva educació genera desmotivació i seguidament un abandonament escolar. També les altes taxes i matrícules que demana el sistema educatiu i per tant, les seves institucions, fan que les classes baixes, amb un baix nivell adquisitiu no vegin uns objectius tan grans pel fet que probablement no podran arribar econòmicament i això produeixi una desmotivació.

### Immigració
La paraula "immigrant" concentra una realitat social molt diversa que no té significació per a la investigació del problema educatiu. Això és per quin tan immigrant és la persona que entra irregularment en un país sense conèixer la llengua i sense experiència en una societat urbanitzada i de serveis, com per exemple el director d'una multinacional que procedeix d'un país més desenvolupat que el país on va.
Per tant, com a primer pas convé distingir els immigrants segons el país d'origen. A més, també és molt rellevant l'experiència educativa prèvia dels immigrants i de la seva família al país d'origen. Procedint així, s'observa que bona part de les diferències observades entre immigrants i nadius es deuen a les diferents característiques socioeconòmiques de les famílies. Igualment la població immigrant sol tenir una renda més baixa, i part dels seus problemes són senzillament el fruit de la desigualtat econòmica (84 punts de diferència entre els estudiants d'estatus alts i baixos a Catalunya).
Per tant, aquests alumnes, educativament, podem veure com són un col·lectiu més vulnerable. Però una de les qüestions que sorgeix d'aquesta afirmació, és què passa si la majoria ja no són nouvinguts (han nascut aquí o fa temps que estan escolaritzats), i continuen amb aquesta “tendència” de pitjors notes que els d'origen autòcton.
Rosenthal i Jacobson, Rist, Suárez-Orozco. Són alguns dels autors que ja mencionaven el fet que la imatge i les expectatives que projecten els docents (i la societat en general) a l'alumnat, incideix de manera notable sobre les oportunitats d'èxit.
I segons una recerca del Centre d'Estudis Demogràfics (CED) de la Universitat Autònoma de Barcelona (UAB), el fracàs escolar entre fills d'immigrants, gairebé doble el d'autòctons.
Una de les coses que marca diferència i que fa que hi hagi més bretxa entre uns i altres, és el país d'origen. En els alumnes de segona generació, l'origen dels pares també marca diferències. "El fracàs és menor entre els d'origen europeu (11,3%) i americà (15,5%), en què la condició socioeconòmica dels primers i la proximitat de l'idioma en els segons justifica uns millors resultats", es diu a la investigació. El fracàs escolar en els fills d'immigrants asiàtics assoleix el 17,8% de mitjana, tot i que hi ha prou variabilitat i no és el mateix valor en fills de pares xinesos (13,6%) que en descendents de persones d'origen pakistanès (35%).
Però sobretot, l'alerta està sobre els fills de famílies provinents de Gàmbia i del Marroc, ja que és preocupant el fet que els gambians, amb un alt volum de nens i nenes de segona generació, tingui un fracàs escolar del 40%. I que els marroquins tinguin un percentatge de sis punts per sobre dels autòctons.

#### L'alumnat estranger a Catalunya.
L'arribada d'alumnes amb nacionalitat estrangera a Catalunya, es comença a produir a la dècada dels 90 i augmenta de manera considerable: durant el 1991 - 1996 n'hi havia 9.868, el curs 2001 -2002, ja eren 24.787.
A causa d'aquest augment, el 1995 es van començar a organitzar cursos d'aprenentatge de la llengua. Més endavant, l'any 1998 van començar els Tallers d'Adaptació Escolar i Aprenentatges Instrumentals Bàsics, per ajudar a aquells alumnes que no coneixien cap de les dues llengües. I durant la primera dècada del segle xxi, l'administració opta per un nou model educatiu, les aules d'acollida.
Aquest nou model educatiu implica la dotació de professorat (tutor de l'aula d'acollida), i a part també assessorament i formació dels docents i professionals que estiguin involucrats en l'atenció a l'alumnat nouvingut. Els objectius d'aquestes aules són: una atenció personalitzada per l'alumnat, facilitar-los la incorporació al nou entorn escolar, ensenyar-los la llengua de l'escola.
Un alumne nouvingut ha d'assistir a l'aula d'acollida un màxim de vint-i-quatre mesos, però es pot donar el cas que siguin trenta-sis mesos quan  procedeixi d'àmbits lingüístics i culturals molt allunyats. El més recomanable és que els grups de les aules d'acollida no superin els 12 alumnes. Cap alumne s'ha de quedar totes les hores educatives a l'aula d'acollida, per tant, l'horari ha de permetre que els alumnes nouvinguts puguin compartir des de l'inici activitats amb els seus companys de l'aula ordinària.

#### L'alumnat estranger en el sistema educatiu espanyol
Entre 1998 i 2010, la població resident no nascuda a Espanya es va multiplicar per més de nou, superant els 5,7 milions al final de període i representant al 12,2% de la població. Al seu torn, el nombre d'estudiants estrangers cursant estudis no universitaris es va multiplicar per deu, ascendint a 730.000, el 9,6% de l'alumnat escolar.
El boom migratori de la primera dècada del segle XXI ha anat acompanyat de canvis en la composició dels nous residents segons el seu origen geogràfic i econòmic. A les escoles espanyoles, com en el conjunt de la societat, la proporció d'estrangers de països de renda alta ha descendit, i avui el gruix d'estrangers procedeix de països amb una renda molt inferior a l'espanyola, al costat dels llatins i africans, ha estat especialment rellevant l'arribada d'habitants d'Amèrica del Sud.
L'any 2000, la major part dels estrangers residents a Espanya procedia de països de la UE-25 (41,8%). No obstant això, el pes d'aquests països en l'alumnat estranger era molt inferior, del 27,5%. Amb tot, els africans eren l'únic grup amb major presència en l'alumnat (29,7%), malgrat el seu menor pes en la població (24,8%). En el curs 2010-2011, trobem que predominen majoritàriament els alumnes procedents d'Amèrica del Sud (36,4%), seguits dels procedents d'Europa (29,0%) i en tercer lloc, els procedents d'Àfrica (23,5%).
En el curs 2012-2013, les comunitats autònomes que comptaven amb un nombre més gran d'estrangers matriculats eren: Catalunya (173.133), Madrid (143.499), Comunitat Valenciana (92.802) i Andalusia (90.331).

## Causes del sistema educatiu

### Temari
El currículum o temari que s'imparteix en l'educació bàsica no és neutre. El denominat currículum ocult, o el fet implícit en el temari oficial de les escoles, acostuma a privilegiar els alumnes de classe alta, perquè s'identifica amb les seves expectatives i maneres de fer. Està essencialment lligat a les disciplines de la universitat, incloent-hi la divisió en departaments o branques del saber. Els professors, formats també en aquesta concepció del saber, reprodueixen, segons la teoria sociològica del conflicte social, els models d'excel·lència de generacions anteriors, i demanen que tots els alumnes, independentment de la seva acció de procedència, s'hi adaptin. Alguns autors denominen aquesta voluntat "violència del sistema".

### Agrupació per nivells
Per intentar pal·liar les desigualtats d'origen, alguns professors demanen l'agrupació per nivells o itineraris d'interès, com es proposava per exemple en la LONCE espanyola, que no es va arribar a aplicar. Els estudis als països on es practica aquesta school tracking (bàsicament, Estats Units i Alemanya) demostren que en els grups considerats de baix nivell predominen els membres de classes i ètnies desafavorides i que reben una instrucció menys exigent, amb menys expectatives del professorat i materials curriculars menys diversos. És a dir, es dona l'anomenat efecte Pigmalió, segons el qual els alumnes rendeixen menys si s'espera menys d'ells. Donada la influència del grup en l'adolescència, els models negatius de conducta i baix rendiment es generalitzen en aquests grups o itineraris baixos.

### Professorat
En relació amb els formadors, en molts països els professors no tenen la formació suficient per a impartir les classes, especialment en zones rurals d'estats empobrits. A més a més, no disposen d'accés suficient a materials escolars, incloent-hi un llibre de text actualitzat i en connexió amb les prioritats locals o l'ús d'internet i de la tecnologia educativa (escletxa digital).
Relacionat amb el professorat, una possible causa és la massificació amb què es troben els formadors a l'aula juntament amb l'exigència de temari per curs, fa que es vagi a un ritme massa ràpid i les persones que necessiten més atenció o que li tornin a explicar un concepte quedin a l'ombra. Aquesta falta d'implicació amb l'alumnat pot generar una desmotivació i finalment un fracàs escolar.
Cal evitar l'existència dels anomenats "professors miops": aquells que no volen veure més enllà del rendiment acadèmic mesurat per a la nota de l'examen de l'estudiant.
També és necessari que l'alumnat vegi una correlació entre el que aprenen i la realitat per tal de poder entendre que allò que se li ensenya tindrà una utilitat en un futur. Aquesta falta de correlació pot dur a una manca creixent de confiança en el futur i una manca d'expectatives.

### Assetjament escolar
Hi han dades sobre com existeix un assetjament físic i psicològic dins les aules professorat-alumnat i entre iguals alumnat-alumnat. Per tant, veiem com és un tema que encara no se sap tractar ni erradicar i que molts cops els referents educatius ho propicien (ja sigui per sexe, per nivell...). La falta de preparació o d'interès dels professionals a l'hora de detectar indicis de violència sigui verbal o física i la falta d'actuació, fa que un gran nombre d'alumnes que són agredits, fracassin i seguidament abandonin els estudis (abandonament prematur).

### Inversió pública dedicada a l'educació
Segons fonts del Ministeri d'educació i dades recollides per El País podem veure que al llarg del temps també ha disminuït la inversió econòmica dedicada a l'educació, en tot Espanya (aquí tenim la representació gràfica). La crisi va provocar que hi hagués una caiguda notable de beques i ajudes, fet que va provocar que moltes persones no es poguessin permetre els estudis i que els recursos de les institucions escolars descendissin fins al punt de no dur a terme una bona tasca educativa.

## Causes individuals

### Intel·ligència i motivació
A banda de dificultats específiques, com disminucions, hi ha dos factors clau que depenen de l'alumnat i que afecten el rendiment final: la intel·ligència i la motivació. La capacitat intel·lectual pot explicar fins a un 35% de la variació de les qualificacions obtingudes, però en etapes bàsiques té més influència l'esforç, per ser un currículum o temari considerat assolible per tothom.
Per altra banda, un estudiant desmotivat mostra un menor interès per aprendre i no només això sinó que no troba utilitat al que s'explica a classe. La motivació depèn, en bona part, del paper dels docents i de les famílies.

### Gènere
S'observa una tendència en diversos països al fet que el fracàs escolar dels nois és major que el de les noies (a Catalunya durant l'edat dels 15 anys, els nois estan en un 41%, mentre que les noies a un 29%), i això ha provocat el debat sobre a què es deu.
Hi ha els qui sostenen que aquestes diferències es deuen a característiques psicològiques associades de manera natural a cada sexe. D'altra banda, hi ha els qui afirmen que aquestes diferències es deuen a les relacions de gènere, a com noies i nois es desemboliquen en l'entorn escolar, sent les noies més obedients amb l'ordre escolar, mentre que els nois tendeixen a ser més rebels, per a desafiar l'autoritat establerta.
Els motius no són del tot clars, un dels més raonables és assumir que el procés de desenvolupament durant la pubertat afavoreix que les noies mantinguin la disciplina, l'atenció i l'ordre de treball en una mesura molt més gran que no pas els nois (Harris, 1998). Però tot s'ha de dir, que hi ha altres raons de pes per assumir que una part de les diferències són causades per processos de socialització en rols diferents, encara que només sigui pel fet que la socialització femenina facilita un comportament menys conflictiu que el que podem esperar d'un noi de secundària. També hi ha motius per pensar que les habilitats de maduració més avançada entre les noies, com ara les de tipus lingüístic (Gil-Verona et al., 2002), tenen una aplicació més àmplia i generalitzada en els processos d'aprenentatge que no pas les capacitats espacials o formals. Però res es pot afirmar com a determinant pel que fa al rendiment acadèmic.
Finalment, hi ha els qui sostenen que nois i noies s'enfronten a diferents oportunitats laborals. Les oportunitats laborals de les dones amb baix nivell educatiu són molt pitjors que les dels nois, per la qual cosa ells estarien temptats de deixar el sistema educatiu i posar-se a treballar en major mesura que les dones.
Respecte a les dades d'aquesta causa, des de fa anys la taxa de fracàs escolar d'Espanya masculina és superior a la femenina. Segons dades d'Eurostat (2017) als nois trobem un 22,7% de fracàs escolar mentre que a les noies un 15,1%.

### Altres causes individuals
L'escassa competència comunicativa (o baix domini del llenguatge), el lleure hedonista, la falta de lectura i el fàcil accés al mercat laboral sense titulació són altres factors que poden explicar el fracàs escolar.
En alguns casos, el rendiment escolar es veu afectar per problemes auditius o visuals com per exemple la miopia o hipermetropia. També poden comptar amb un trastorn dels somnis o una incorrecta alimentació afectant la concentració, el rendiment i l'aprenentatge.
Un altre possible causa, són dificultats com la dislèxia o trastorns per dèficit d'atenció i hiperactivitat (TDAH Arxivat 2019-05-13 a Wayback Machine.) on és molt important ser capaços de detectar-ho en les edats primerenques. Davant d'això s'ha d'estar atents per tal d'oferir recursos i cobrir les seves necessitats.

## Fracàs escolar a Barcelona i Pla de Prevenció
L'any 2017 Barcelona tenia una taxa de fracàs escolar de joves de 16 anys del 14,6%, segons les dades de l'Ajuntament. A Catalunya hi ha un 2,5% d'alumnes d'últim curs d'ESO que no aconsegueixen el graduat. Tant a Barcelona com a Catalunya hi ha 26% d'alumnes que no continuen estudiant després de l'educació obligatòria (ESO).
Per tal de combatre aquestes dades l'Ajuntament de Barcelona ha presentat un pla d'actuació amb l'objectiu que aquells alumnes que en un passat han abandonat els estudis puguin tornar a formar part de l'àmbit acadèmic. El pla proposat és la creació i, per tant, l'augment, de places per als programes de qualificació professional inicial anomenats PQPI.
Gerard Ardanuy, regidor d'Educació, va explicar que l'any anterior a l'aplicació del pla d'actuació hi va haver un total de 840 alumnes que es van quedar a la llista d'espera d'un d'aquests cursos. Aquestes dades són les que han impulsat a què el següent curs, mitjançant la col·laboració públic-privada es puguin doblar les places: de 511 que hi havien anteriorment a 1.124. Això es va arribar a fer en un total de 67 cursos diferents de PQPI. La participació va ser de 15 centres educatius de titularitat pública, 9 de privats i 13 entitats de serveis socials.
El pla proposat està destinat a nois i noies entre 16 i 19 anys i està format per tres línies d'actuació:
1. La primera és l'oferta de cursos a centres públics del Consorci d'Educació de Barcelona
2. La segona són els cursos cofinançats per l'Ajuntament (el consistori assumeix el 50%, un mínim del 25% l'entitat promotora i un màxim del 25% la família)
3. La tercera són els cursos públics finançats pel Fons Europeu de Desenvolupament Regional (FEDER)

Respecte al finançament, L'Institut Municipal de Serveis Socials hi aporta 680.000 euros per cofinançar 546 places. D'aquestes, la meitat es reservaran a alumnes derivats dels Serveis Socials.
Els resultats d'aquest programa ha sigut un 67% de retorn acadèmic a un problema com és el fracàs escolar, molt important per la ciutat. Aquest pla representa un increment del 120% de les places públiques en relació al curs passat.

## Fracàs escolar a Catalunya.
El fracàs escolar és un dels problemes més greus de l'educació catalana i espanyola. Però en els darrers anys, les estadístiques sobre fracàs escolar sembla que estan millorant, tot i que encara es presenten per sota de la mitjana de la Unió Europea i de l'estratègia que aquesta demana, que és que la taxa de fracàs educatiu no superi el 15%, i actualment a Catalunya, ens trobem amb un 17% de fracàs escolar, del qual un 21,5% són homes i un 12,5% dones.
Però tot i no arribar encara al 15% que demana la Unió Europea, cal remarcar la millora que hi ha hagut a Catalunya durant els darrers anys en aquest àmbit. En aquest gràfic, publicat per l'Institut d'Estadística de Catalunya es pot observar com ha evolucionat el fracàs escolar des del 2004 fins a l'actualitat (2018).
Comencem situant-nos l'any 2004, on a Catalunya hi havia un fracàs escolar del 34,1% que es va mantenir més o menys igual fins al 2009, moment en el qual s'observa com el fracàs escolar comença a reduir-se i no para de reduir-se fins a l'actualitat.
Aquesta reducció, és deguda a la crisi econòmica, que va fer veure a molts joves que hi havia poques sortides professionals i que continuar amb els estudis els permetria aconseguir una feina més bona i més ben remunerada.
Quan podem observar una reducció més dràstica és del 2014 al 2015, moment en el qual l'abandonament escolar a Catalunya passa d'un 22,2% a un 18,9% i va reduint successivament fins a arribar al 17% actual.
És a dir, a Catalunya l'abandonament escolar ha passat d'estar situat en un lloc totalment elevat i desorbitat, amb un 34,1%, a estar molt a prop del que la UE proposa com a taxa recomanable, amb un 17%.

## Fracàs escolar a Espanya
En el cas espanyol, es parla de fracàs escolar per a referir-se als qui no obtenen el títol final de l'Educació Secundària Obligatòria (ESO), que s'obté després de cursar amb èxit 10 cursos d'educació obligatòria. Prèviament, es considerava fracàs escolar als qui no obtenien el títol de Graduat Escolar, que s'aconseguia després de cursar amb èxit vuit cursos d'Educació General Bàsica (EGB).
Tot i que Espanya va estar el 2016 i el 2017 sense liderar el rànquing de ser el país d'Europa amb més abandonament escolar prematur el 2018 aquesta situació va canviar. En aquests dos anys va ser Malta el que va liderar el rànquing amb unes dècimes més d'abandonament escolar.
El 2018, Espanya va tornar a ser el país de la Unió Europea en què més joves d'entre 18 i 24 anys havien abandonat els estudis després d'acabar l'ESO o abans de graduar-se. Aquestes dades són extretes per l'Eurostat, l'oficina estadística de la UE, el 26 d'abril del 2019. Aquí es podia veure com el 17,9% dels alumnes espanyol dels alumnes espanyols deixen l'escola abans d'hora.
La segona posició l'ocupa Malta amb un 17,5% i el tercer lloc Romania amb un 16,4%.
Encara que el 2018 Espanya és el percentatge pitjor d'Europa, podem dir que ha millorat, ja que el 2006 el fracàs escolar prematur arribava al 30,3%.
Respecte a les diferències entre comunitats autònomes Arxivat 2019-05-11 a Wayback Machine., podem veure que són considerables. Aquestes diferències poden explicar-se per la història educativa de les comunitats autònomes, com les seves taxes d'alfabetització en el segle xix, les diferències en estructura productiva i, en menor mesura, per diferències de política educativa (Martínez García, 2015).

## Polítiques educatives contra el fracàs escolar a Espanya
Ressalten tres programes bàsics: Diversificació curricular, Educació compensatòria i Garantia Social. Considerats els dos primers preventius i tercer pal·liatiu. A més existeix un ampli nombre de programes enfocats a l'atenció a la diversitat. Altres mesures preventives preses per l'Administració educativa són: detecció de necessitats d'integració, detecció de necessitats educatives especials, realització d'un diagnòstic precoç de perfils, avaluació de factors que intervenen en el fracàs escolar i programa de prevenció de l'absentisme.
El programa d'Educació compensatòria s'encamina a procurar una sortida als alumnes que, ja en 3r de l'ESO, sembla difícil que puguin completar el cicle de formació bàsica. Existeixen tres modalitats: compensació externa, en centres i aula de compensació. La compensació en centres consisteix en classes de suport per a alumnes en situació o risc d'exclusió social i que acumulin un mínim de dos anys de desfasament curricular. La compensació externa és un conjunt d'activitats de suport escolar, oci i acompanyament que duen a terme associacions o les ONG en horari extraescolar i són finançades per l'Administració educativa. L'aula de compensació educativa combina adquisició de coneixements bàsics amb el desenvolupament d'habilitats manuals. Finalment, el programa de garantia social representa un any (o dos en alguns casos) de formació netament vinculat a les demandes del món laboral i destinat a proporcionar una qualificació professional bàsica, que habiliti per a ocupar un lloc d'ajudant.
Una de les mesures més practicades són fer repetir a aquells alumnes amb un nivell baix. No obstant això, altres països han adoptat un sistema de promoció automàtica durant tota l'escolaritat obligatòria o part d'ella.
D'altra banda, tenim les escoles inclusives. En elles es té en compte l'ensenyament i l'aprenentatge, els assoliments, actituds i benestar de tots els joves. Les escoles més eficaces no són les que donen per fet la inclusió educativa sinó les que controlen i avaluen constantment el progrés dels alumnes, identifiquen als estudiants que poden quedar exclosos, els que són difícils d'atreure o els que se senten apartats d'alguna forma del que l'escola pretén proporcionar-los. Últimament, en totes les escoles angleses s'empra un instrument de desenvolupament escolar anomenat índex d'inclusió gràcies a la labor d'un equip de mestres, pares, governants, investigadors i el representant dels grups d'incapacitats. Aquest Índex inclou a les escoles en procés de convertir-se en inclusives, recorrent a les opinions del personal, governants, alumnes, pares/cuidadors i altres membres de la comunitat. Se centra en la millora dels assoliments educatius a través de pràctiques inclusives.
Cal no oblidar que les recerques dutes a terme sobre les millores escolars han demostrat que les receptes comunes no funcionen: la mateixa forma d'estratègia de millora no és vàlida en totes les escoles. Per això, la qual cosa funciona en una ciutat pot no tenir importància en una escola rural o el que és efectiu en un país pot no ser-ho en un altre.

## Pla per a la reducció del fracàs escolar a Catalunya (2012-2018)
Aquest pla sorgeix per donar resposta a una problemàtica del sistema educatiu que té unes conseqüències no només educatives, sinó també personals i socials per l'alumnat. El seu gran objectiu és disminuir els resultats de fracàs escolar, el percentatge, a la meitat en un període de vuit anys.
Els objectius més específics realitzats a partir de les dades recollides pel Departament d'Ensenyament són, millorar les competències de l'alumnat en els diferents cursos i reduir la taxa d'abandó escolar.
- Això ho faran amb uns eixos d'actuació que seran els següents:
  - Professionalització del professorat.
  - Suport escolar personalitzat (SEP): detecció i intervenció de dificultats d'aprenentatge en etapes com educació infantil i primària.
  - Impuls de la lectura.
  - Innovació metodològica i de les aules.
  - Fomentar el plurilingüisme: incrementar la interculturalitat i el domini de les llengües a Catalunya.
  - Millorar la gestió dels centres de manera autònoma.
  - Enfortiment dels equips directius dels centres.
  - Implicació i compromís de les famílies amb l'evolució acadèmica i personal de l'alumne.
  - Millorar la relació de la comunitat educativa i de l'entorn.
  - Realitzar iniciatives i estratègies formatives per afavorir la reincorporació d'aquelles persones que abandonin el sistema educatiu de manera prematura

## Prevenció i solucions generals
El fracàs escolar és una de les principals preocupacions de la societat i per això es vol trobar una forma per tal de reduir-ho.
Observant els factors que poden causar el tema tractat hi ha mesures que no només se centren en l'àmbit del centre educatiu, també és necessari canvi en l'administració pública, en les famílies, centres, professorat i per part de l'alumnat.
Algunes maneres de preveure el fracàs escolar són:
- Tractar de donar un suport de les assignatures on l'estudiant presenta més dificultats per tal d'evitar una acumulació de dubtes greus de desconeixement. Podem veure que els països corresponents a la millor puntuació en l'informe PISA, un exemple seria Finlàndia, són els que més estructurades tenen aquestes ajudes preventives.
- Una altra prevenció seria la protecció del clima del centre. És necessari que a les escoles no es produeixin conflictes entre companys i establir una bona relació entre mestres i alumnats. També hauria d'haver-hi un gran percentatge de participació per part de l'alumnat i un entorn físic amb l'objectiu d'obtenir millors resultats acadèmics i evitar l'absentisme dels estudiants.[60] La tutoria té un paper clau en la cohesió dels grups i la millora de l'ambient global.
- S'hauria de fomentar l'autoestima,[61] proporcionar una educació en valors i treballar un currículum on s'estableixi una connexió entre els interessos dels alumnes i les exigències de la seva comunitat ajuden també a l'èxit acadèmic. Per tant, tractar de fomentar l'autoconfiança i la resiliència psicològica dels infants.
- Buscar un espai tranquil on els nens puguin fer les seves rasques.
- Prestar atenció per tal d'identificar a temps els primers símptomes que poden comportar el fracàs escolar.
- Reforçar l'esforç dels èxits de manera positiva.[61]
- Fomentar l'hàbit tant per la lectura com per l'escriptura.
- Dedicar temps per tal d'escoltar les diferents situacions, experiències o anècdotes viscudes pels nens a l'escola.
- Permetre l'error i aquesta experiència formi part de l'aprenentatge i no d'una situació negativa.

Hi ha projectes que han demostrat que mitjançant l'aplicació d'actuacions educatives d'èxit en centres educatius amb fracàs escolar han contribuït a la millora de l'èxit acadèmic en tota mena de contextos.

## Conseqüències
Desmotivació: és anterior o una conseqüència del fracàs?
Els símptomes, en la major part de les situacions, solen aparèixer durant l'educació infantil, s'incrementen al llarg de la primària, i s'agreugen o s'empitjoren a secundària.
La detecció dels efectes negatius que provoca el fracàs escolar, ens permetrà actuar tant de manera reactiva (pal·liar l'actual situació), com preventiva (evitar possibles situacions futures).
Una primera classificació elaborada per Blat (1985) considera que el fracàs escolar té conseqüències en l'alumne/a (baixes expectatives, pèrdua de confiança en un mateix, desafecte vers l'aprenentatge, absentisme i abandonament prematur dels estudis, comportaments disruptius, analfabetisme, etc.); en l'àmbit familiar (tensió en les relacions, etc.); en el sistema educatiu (privatització, augment de costos, desprestigi, etc.) en el mercat laboral (treballadors poc qualificats, baixa productivitat i competitivitat, etc.) i en la societat (pertorbació social: delinqüència, augment del consum de drogues, etc.).
Una segona concepció, és que moltes vegades es deixa de banda les conseqüències relacionades amb l'autoestima, l'autoconcepte, la realització personal, etc., de l'alumne/a. I cal destacar que si una persona troba baixos aquests aspectes anteriors, no se sentirà bé amb si mateixa i per tant, conviurà en un malestar constant. A més, es trobarà limitada en els diferents contextos en els que es desenvolupa: familiar, social, laboral, etc. Per aquest motiu, un requisit essencial és estar bé amb un mateix. Per garantir això, és vital recolzar a l'alumne/a en aquesta problemàtica i, alhora, facilitar-li les eines necessàries per continuar amb la seva carrera educativa, i desenvolupar-se completament.
Una tercera classificació és que també considera que el fracàs escolar provoca desafecte vers l'aprenentatge (CTESC, 2011), afectant negativament a la formació al llarg de la vida de les persones. I acostuma a traduir-se mitjançant l'absentisme escolar, el qual acaba desembocant en l'abandonament prematur dels estudis (Valiente, Zancajo i Tarriño, 2014).
No obstant això, cal subratllar que encara que l'absentisme i l'abandonament escolar en aquesta secció s'exposen com a conseqüències del fracàs escolar, també poden ser l'anticipació al mateix (Rué, 2003). Tanmateix, es considera que és una de les conseqüències més greus, ja que els alumnes que no finalitzen els seus estudis, no acostumen a reincorporar-se dins del sistema educatiu en el futur. Per tant, aquestes persones surten al mercat laboral i en definitiva, a la societat, sense estar preparats/des.
Una altra classificació se centra en els efectes que té el fenomen en les institucions educatives i en els professionals que hi treballen, (Escudero i altres, 2009) desembocant-ho en una imatge negativa, i provocant que aquests formadors/es puguin disminuir el seu compromís amb l'ensenyança i que experimentin una vivència negativa vers la seva professió. Es pot suposar que ha de ser molt frustrant comprovar que part dels seus alumnes fracassen al no assolir els objectius establerts i, sobretot, en sentir-se responsables d'aquest fracàs. De manera paral·lela, es considera que les institucions públiques són especialment vulnerables davant aquesta problemàtica, ja que això sol anar relacionat, i s'acostuma a aprofitar aquest tipus de situació per promoure la privatització de l'educació (afavorint així les polítiques segregadores que acaben produint processos com la dualització escolar, la guetització, etc.).
I aquesta problemàtica, és una de les principals dificultats que han de patir actualment els sistemes educatius.
Envers la desocupació, és el 72% dels menors de 25 anys els que tenen una forta relació amb l'abandonament dels estudis i el fracàs escolar. Segons dades de l'Institut Nacional de Qualitat i Avaluació (INCE), és gairebé la tercera part dels alumnes adolescents d'Espanya estudiants d'ESO, que obté qualificacions negatives. En la secundària, un 32% dels alumnes repeteix curs, un 35% no acaba 2n d'ESO, el 48% no passa el batxillerat i en la universitat, l'abandonament dels estudis està pel voltant del 50%.
A Espanya, un de cada quatre joves fracassa en els estudis, amb els consegüents problemes que això comporta. Les assignatures en què es registra més fracàs escolar són: matemàtiques, llengua i anglès. Comparant-ho amb la mitjana europea (20%), l'índex espanyol (29% aproximadament) només és superat per Portugal, amb una mica més del 45%. I la comunitat espanyola amb més fracàs escolar és Canàries amb un 35,8%, mentre que la més baixa és Astúries amb un 14,4%, seguida de Navarra (17,3%) i el País Basc (17,5%).